# Parafia św. Apostoła Jakuba w Łosince

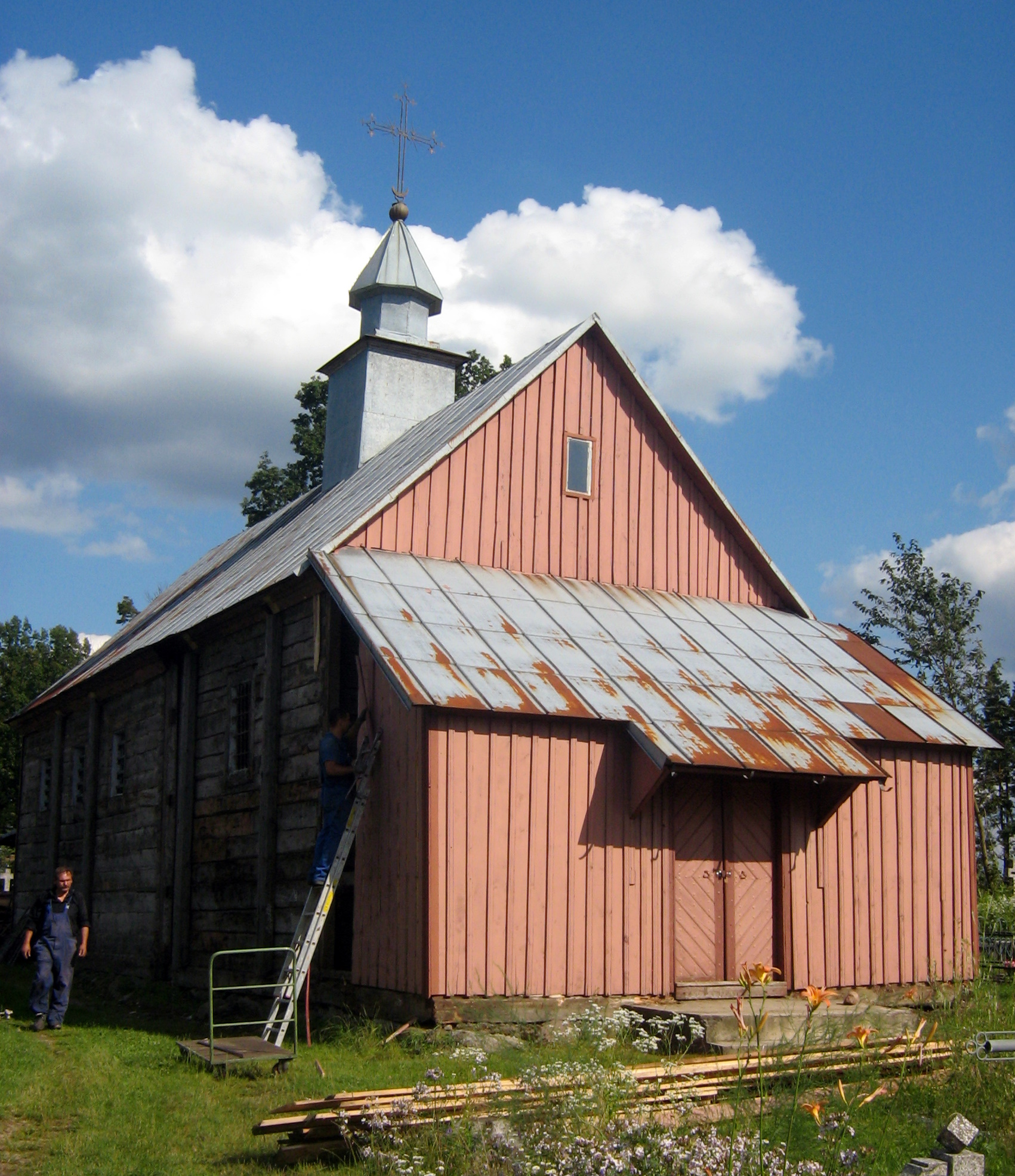
Kaplica cmentarna św. Jerzego w trakcie remontu (2009)

Parafia św. Apostoła Jakuba – parafia prawosławna w Łosince, w dekanacie Narew diecezji warszawsko-bielskiej.
Na terenie parafii funkcjonuje 1 cerkiew i 1 kaplica:
- cerkiew św. Apostoła Jakuba w Łosince – parafialna
- kaplica św. Jerzego w Łosince – cmentarna

W należącej do parafii wsi Krzywiec znajduje się Diecezjalne Centrum Kultury Prawosławnej „Światłość”.

## Historia
Pierwsze pisemne wzmianki o unickiej parafii w Łosince pochodzą z 1778 (informacja o poświęceniu cerkwi, metryka ślubu). W 1805 zbudowano dom parafialny (przetrwał do naszych czasów, obecnie w stanie ruiny). Po synodzie połockim (1839) parafia w Łosince przyjęła prawosławie. W II połowie XIX w. nastąpił znaczny wzrost liczby wiernych (w 1878 parafia liczyła 2330 osób), co wiązało się z koniecznością wzniesienia większej świątyni. W latach 1882–1886 zbudowano obecnie istniejącą cerkiew (konsekrowaną 30 sierpnia 1887). Dotychczasową świątynię parafialną przeniesiono na cmentarz i rozbudowano (1883), nadając jej wezwanie św. Jerzego. Pod koniec XIX w. rozwinięto sieć szkolnictwa cerkiewnego; w 1894 na terenie parafii działało 10 szkół.
W 1900 parafia należała do dekanatu Bielsk Podlaski w nowo powstałej eparchii grodzieńskiej. W skład parafii wchodziły wsie: Borysówka, Grodzisko, Kamień, Kotłówka, Koweła, Krynica, Krzywiec, Kutowa, Łosinka, Nowiny, Podborowisko, Przybudek, Rzepiska, Trywieża, Wasylkowo, Wólka oraz kolonie Usnarszczyzna i Wieżanka.
W czasie I wojny światowej większość wiernych udała się na bieżeństwo. Po odzyskaniu niepodległości przez Polskę parafia wznowiła działalność jako etatowa; wraz z cała diecezją grodzieńską weszła w skład Polskiego Autokefalicznego Kościoła Prawosławnego. Bezpośrednio po II wojnie światowej część ludności została przesiedlona do ZSRR; w późniejszym czasie nastąpiły też migracje do ośrodków miejskich. W 1962 parafię włączono do nowo utworzonego dekanatu Narew (w diecezji warszawsko-bielskiej). W latach 80. XX w. zbudowano nowy dom parafialny. Cerkiew parafialną gruntownie wyremontowano w latach 1994–1997. 1 lipca 2000 otwarto Diecezjalne Centrum Kultury Prawosławnej „Światłość” w Krzywcu (w budynku dawnej szkoły podstawowej). W latach 2009–2011 wyremontowano kaplicę cmentarną.
Parafia w 2007 liczyła 964 wiernych, w 2016 liczyła ok. 700 wiernych. W skład parafii wchodzą wsie: Łosinka, Borysówka, Golakowa Szyja, Gorodzisko, Kamień, Kotłówka, Koweła, Krzywiec, Krynica, Kutowa, Nowiny, Olchowa Kładka, Podborowisko, Przybudki, Rzepiska, Trywieża, Usnarszczyzna, Wasilkowo i Wieżanka.

## Proboszczowie
- 1839 – ks. Benedykt Telakowski
- 1882 – ks. Jan Nowicki
- od 1994 – ks. Jerzy Kos